# Maya Saban
Maya Saban (* 8. Oktober 1978 in Berlin) ist eine deutsche Sängerin.

## Werdegang
Maya Saban ist die Tochter einer deutschen Jüdin und des in Deutschland lebenden Israeli Shlomo Saban. Schon im Kindesalter fing Maya Saban mit dem Singen an. Ende der 1990er-Jahre war sie die Stimme des Danceprojekts Music Instructor. Nach zwei Jahren verließ sie die Gruppe und arbeitete als Backgroundsängerin bei 3p. Auf dem 3p Evolution Sampler sang sie den Song Du weißt nicht. 2003 war sie Gastsängerin beim Album Leben von Schiller, bei dem sie den Gesang für die Lieder I Miss You und I've Seen It All übernahm. Ihren Durchbruch hatte Maya Saban 2005 mit der Single Das alles ändert nichts daran, die sie zusammen mit Cosmo Klein aufnahm. Ihr darauf folgendes Debütalbum Mit jedem Ton erreichte Platz 50 der Charts. 2006 nahm sie mit dem Lied Licht am Projekt „Home“ teil und veröffentlichte auf dem Disney Princess Sampler den Titelsong Geh Deinen Weg.
Im März 2007 veröffentlichte Saban ihr zweites Album Hautnah und die gleichnamige Single. Hautnah wurde Titelsong der „Lichtblicke“-Aktion von Radio NRW. Erneut wurde Disney auf Saban aufmerksam. Auf der Platinum Edition 101 Dalmatiner singt sie den Titelsong Traue nie Cruella de Vil.
Im Mai 2010 trat Saban zusammen mit Anji Hinke, Cheri Kedida und Grace Risch beim Eurovision Song Contest als Backgroundsängerin für Lena Meyer-Landrut auf, die diesen gewann.
2013 und 2014 setzte Lena Meyer-Landrut Maya Saban als Sidecoach für die erfolgreiche Sat.1/ProSieben-TV Show The Voice Kids ein.
Maya Saban ist mit ihrem einstigen Duettpartner Cosmo Klein liiert. Sie haben eine gemeinsame Tochter.
Saban arbeitete an ihrem Projekt Jewdyssee, das die Texte jiddischer Klassiker mit modernen Pop- und Club-Sounds verbindet. Das Debüt-Album "5773" wurde im Juli 2012 veröffentlicht. Neben Auftritten in ihrer Heimatstadt Berlin und weiteren europäischen Staaten, führte sie ihrer Reiseroute über die USA, bis hin ins heilige Land um die „Neshumme“, die Seele von Jewdyssee zu vermitteln.

## Diskografie
Alben
- 2005: Mit jedem Ton
- 2007: Hautnah

Singles
- 1998: Get Freaky (mit Music Instructor)
- 2005: Das alles ändert nichts daran (feat. Cosmo Klein)
- 2005: Aus und vorbei
- 2006: Licht (feat. Home)
- 2006: Geh Deinen Weg (Disney Princess Sampler)
- 2007: Hautnah
- 2008: Traue nie Cruella de Vil (Disney 101 Dalmatiner)